# Drosophila teratos
Drosophila teratos är en tvåvingeart som beskrevs av Bock 1982. Drosophila teratos ingår i släktet Drosophila och familjen daggflugor. Inga underarter finns listade i Catalogue of Life.
Artens utbredningsområde är Australien.